# 隼人池
隼人池（はやといけ）は、愛知県名古屋市昭和区隼人町にある池。周囲は名古屋市により隼人池公園として整備されている。

## 概要
犬山城主である成瀬正虎が、1646年（正保3年）に開発した藤成新田への灌漑を目的として造成させたため池である。藤成新田は当地より離れており、山崎川を越えて水が運ばれていた。名称は正虎の官位が隼人正であったことに由来する。また、周辺は池の名称にちなんで1931年（昭和6年）に隼人町と命名されている。